# مرکوگلیانو
مرکوگلیانو (به ایتالیایی: Mercogliano) یک کومونه در ایتالیا است که در استان آولینو واقع شده‌است.

## خصوصیات
مرکوگلیانو ۱۹٫۷۶ کیلومترمربع مساحت و ۱۲٬۳۷۹ نفر جمعیت دارد و ۵۵۰ متر بالاتر از سطح دریا واقع شده‌است.